# 大怪獸決鬥 卡美拉對巴魯剛
《大怪獸決鬥 卡美拉對巴魯剛》是1966年上映的日本電影，卡美拉系列電影的第二部。

## 登場怪獸
- 卡美拉
- 巴魯剛
- 身長:80m
- 體重:70噸

## 演員
- 平田圭介：本郷功次郎
- カレン：江波杏子
- 平田一郎（圭介之兄）：夏木章
- 小野寺：藤山浩二
- 川尻：早川雄三

## 製作人員
- 導演：田中重雄
- 特撮導演：湯浅憲明
- 企画：斉藤米二郎
- 編劇：高橋二三
- 美術：柴田篤二
- 音樂：木下忠司